# Caecina Decius Maximus Basilius
(Flavius) Caecina Decius Maximus Basilius (Basilius iunior) war ein spätantiker römischer Politiker in der zweiten Hälfte des 5. Jahrhunderts n. Chr. Im Jahr 501 war er bereits verstorben.
Basilius stammte aus der bekannten stadtrömischen Familie der Decier, die seit Majorian erheblich an Einfluss gewonnen hatte. Er war wahrscheinlich ein Sohn des Caecina Decius Basilius, der 463 das Konsulat bekleidet hatte, und Bruder der Konsuln von 484 und 486, Decius Marius Venantius Basilius bzw. Caecina Mavortius Basilius Decius. Er selbst bekleidete das immer noch sehr angesehene Amt im Jahr 480, wobei er alleiniger Konsul für den Westen und den Osten war.
Im Jahr 483 fungierte er unter Odoaker als praefectus praetorio Italiae, bereits zu diesem Zeitpunkt trug er den ehrenvollen Titel patricius. Er besaß ein Haus auf dem Aventin in Rom und hat sich um Zirkusspiele gekümmert, wobei er als Patron der grünen Zirkuspartei fungierte. Entweder er oder sein Vater besaßen einen Dauersitzplatz im Kolosseum.
Er hatte mehrere Söhne, von denen vier ebenfalls das Konsulat bekleiden sollten: Albinus (493), Avienus (501), Theodorus (505) und Inportunus (509). Dies belegt die Bedeutung der Familie noch in der Zeit der Gotenherrschaft in Italien.